# Haplorchis microrchis
Haplorchis microrchis är en plattmaskart. Haplorchis microrchis ingår i släktet Haplorchis och familjen Heterophyidae. Inga underarter finns listade i Catalogue of Life.